# Gonatocerus angustiventris
Gonatocerus angustiventris är en stekelart som beskrevs av Girault 1915. Gonatocerus angustiventris ingår i släktet Gonatocerus och familjen dvärgsteklar. Inga underarter finns listade i Catalogue of Life.